# 東海反潛巡邏機
東海反潛巡邏機(Q1W)是日本帝國海軍在第二次世界大戰末期推出的海洋巡邏機，由九州飛行機公司研製，盟軍代號Lorna。東海為日本帝國海軍第一款專業巡邏機，為對付美國海軍潛艇為目的而設計；但因為先天性能不足，加上戰爭末期盟軍幾乎掌握日本本土的制空權，因此沒有確實戰果。

## 研發簡史
自從日本海軍偷襲珍珠港後，隨著日軍戰線逐漸擴張，補給線受到盟軍潛艦攻擊的機會也大增。而日本帝國海軍貧弱的海上護衛戰力更加劇了盟軍潛艦的威脅，在開戰初就有不少日軍軍艦在日本國內沿海遭美軍潛艦獵殺，所以海軍在1942年9月向渡邊鐵工廠（後改組為九州飛行機公司）委託開發「十七試哨戒機」。

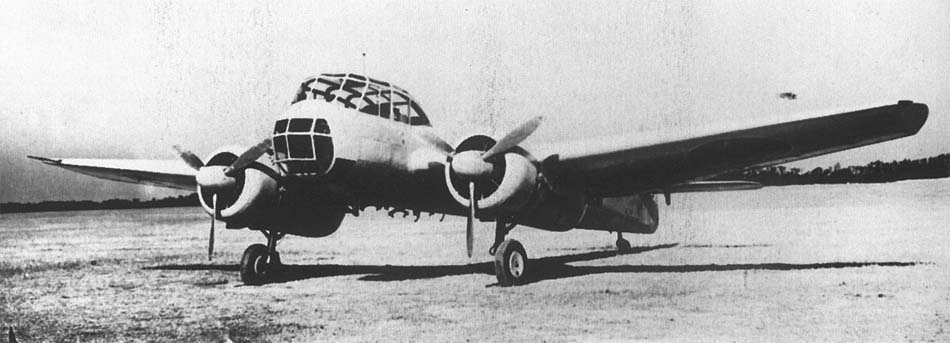
東海反潛巡邏機

巡邏機的主設計師由野尻康三技師主任研製，開出的要求:
- 1.巡邏、搜索反潛艇攻擊速度慢(130公里/小時)和飛行時間維持10小時
- 2.具有俯衝向下轟炸能力
- 3.前方的視線要保持全面和裝上三式一號磁氣探測器
- 4.武器為深水炸彈或兩枚250公斤炸彈、射擊為兩門20毫米機炮和一挺7.7毫米機槍

直至1943年7月東海的試驗機完成，東海擁有特殊設計，就是採用購買德國空軍的Ju 88轟炸機的機首視線，特地裝置由0至90度角都能操作襟翼，俯衝後容易爬升。還有動力為日立GK2C天風31型9氣缸空冷星型引擎(6,55匹馬力)、翼內普通防彈燃料箱(容量1,200升)、安裝新型三式一號磁氣探測器、武器為深水炸彈或兩枚250公斤炸彈、射擊為兩門20毫米九九式機炮和一挺7.7毫米九二式防衛機槍。
同年9月首次試飛，海軍認為東海有實用價值，原本計劃大量生產，可是九州飛行機公司的員工技術低，難以
大量生產東海。直到1945年1月正式服役，只是唯一裝備海上護衛哨戒部隊(第901和第903海軍航空隊)，東海的用途有限和飛行性能與武裝貧乏，加上美國海軍的新型艦戰機和陣容強大艦隊迫近本土，獲得戰果很少和失去實戰舞台。戰爭結束時祇生產了153架，在投降日餘有63架被美國海軍接收來試驗飛行。

## 運用與後繼機
海軍認同東海的運用價值，但是基本性能太低，由於使用重視低速性能與油耗的引擎，發電能力不足，無法再裝設多餘的電子儀器。加上當時日本已經漸漸失去制空權，飛行速度不足加上武裝貧弱，使得遭遇敵機時完全沒有反抗、逃脫的餘地。153架的生產數量，在服役半年多的期間，就損失了過半數的90多架，可見問題嚴重性。
軍方因此下令三菱重工業由本庄技師指導下的疋田徹郎技師，將原本研製的十九試陸上攻擊機「東山」修改為大洋陸上反潛巡邏機(Q2M)，用以接替東海的任務。後續機的大洋飛行性能與武裝比東海更強和快，可是戰爭結束時只有完成木造模型，而沒有製造出試驗機。

## 基本資料
(Q1W1)
- 乘員:3人
- 機長:12.09 m
- 翼展:16 m
- 機高:4.12 m
- 機翼面積:38.2 平方米
- 空重: 3,102公斤
- 最重: 4,800公斤
- 發動機:兩具日立GK2C天風31型9氣缸空冷星型引擎(655匹馬力)
- 最快速度:322 公里/小時（1,340米）
- 航程:1,340至2,415公里（滿載燃料場合）
- 昇限:4,500米
- 武裝:一挺7.7毫米九二式防衛機槍和兩門20毫米九九式機炮(僅部分機體裝配)
- 炸彈:深水炸彈或兩枚250公斤炸彈

## 使用國家
- 日本